# موقفو الساعة
موقفو الساعة (بالإنجليزية: Clockstoppers)‏ هو فيلم كوميدي أمريكي عن الخيال العلمي في عام 2002 من إخراج جوناثان فراكس وإنتاج غيل آن هيرد وجوليا بيستور. الفيلم من بطولة جيسي برادفورد ، وبولا غارسيس ، وفرينش ستيوارت ، ومايكل بين ، وروبن توماس ، وجوليا سويني.
تم إنتاج الفيلم بواسطة نيكلوديون أفلام وتوزيعه بواسطة باراماونت بيكتشرز.

## روابط خارجية
- موقفو الساعة على موقع IMDb (الإنجليزية)
- موقفو الساعة على موقع ميتاكريتيك (الإنجليزية)
- موقفو الساعة على موقع روتن توميتوز (الإنجليزية)
- موقفو الساعة على موقع نتفليكس (الإنجليزية)
- موقفو الساعة على موقع قاعدة بيانات الأفلام العربية
- موقفو الساعة على موقع ألو سيني (الفرنسية)
- موقفو الساعة على موقع Turner Classic Movies (الإنجليزية)
- موقفو الساعة على موقع أول موفي (الإنجليزية)
- موقفو الساعة على موقع بوكس أوفيس موجو (الإنجليزية)
- موقفو الساعة على موقع فيلمافينيتي (الإسبانية)